# Jaguar XF
La Jaguar XF est une berline de luxe développée par le constructeur automobile britannique Jaguar. La Jaguar XF I (X250) est produite de 2007 à 2015. Il existe la phase 1 (jusqu'en 2011) puis la phase 2.
La phase 2 aussi appelé "facelift" se voit légèrement modifié au niveau des phares avant (qui intègrent notamment des veilleuses led), mais aussi au niveau de l'interface d'infos divertissements et de la console centrale. 
C'est ensuite la Jaguar XF II qui prend sa place de 2015 à 2020 (phase 1) et après 2020 pour la phase 2).

## Jaguar XF I (X250)
Elle est officiellement présentée au salon de Francfort en septembre 2007. La Jaguar XF I est produite de 2008 à 2015. C'est ensuite la Jaguar XF II qui prend sa place en 2015.

### Concept C-XF

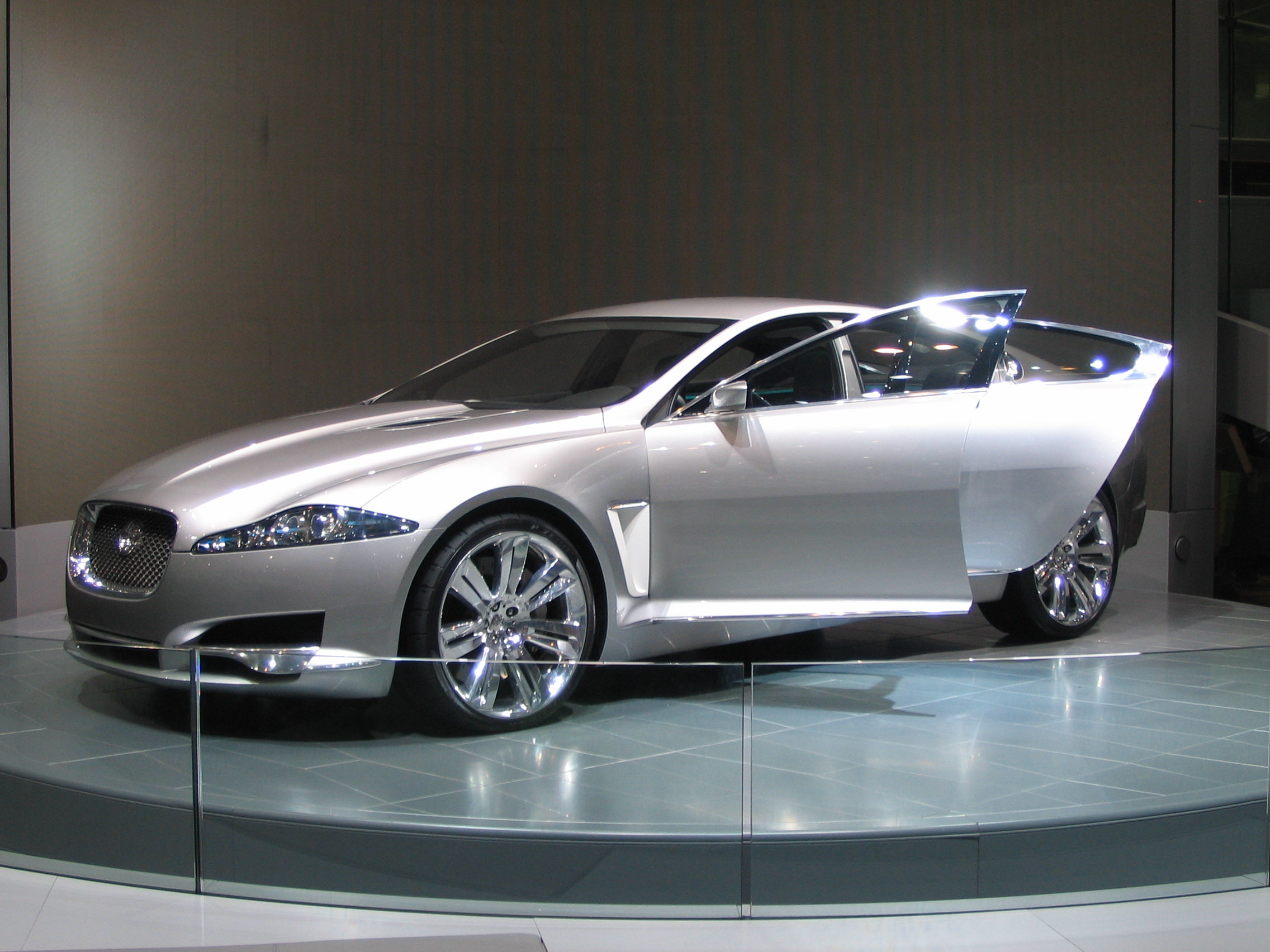
Le concept-car Jaguar C-XF.

La Jaguar C-XF est un concept-car traduisant la nouvelle direction du design des prochaines voitures Jaguar, en particulier de la prochaine XF. Les Jaguar du début des années 2000 adoptaient un style rétro des années 1960.
Les premières informations sur ce concept ont été dévoilées le 3 janvier 2007 par la marque. Bien que la C-XF ait quatre portes, sa forme est beaucoup plus proche d'un coupé que d'une berline.

### Phase 1
Essence :
- V6 3.0 de 238 ch (2008 -)
- V8 4.2 de 298 ch (2008)
- V8 4.2 V8 suralimenté de 416 ch - 299 g/km (2008-2009)

Diesel :
- V6 2.7 D de 207 ch - 199 g/km - (2008-)
- V6 3.0 D de 211 ch - 179 g/km (série limitée, 2010)
- V6 3.0 D de 275 ch - 179 g/km (2009-2011)

### Phase 2
Diesel :
- 4 cylindres en ligne 2,2 litres D de 200 ch - 135 g/km
- V6 3.0 D de 240 ch - 179 g/km (Luxe & Premium Luxe depuis 2009)
- V6 3.0 D S de 275 ch - 179 g/km (Luxe Premium & Portfolio depuis 2009)

Le 3.0 D 240 ch est également utilisé par les Range Rover Sport.
Désormais, le moteur V6 diesel dispose de la boîte automatique à 8 rapports, ce qui permet à ses deux déclinaisons (240 et 275 ch) d'afficher 169 grammes de CO2/km.
Essence :
- 4 cylindres en ligne 2.0 suralimenté de 240 ch - 189 g/km (Luxe & Luxe Premium depuis 2012)
- V6 3.0 R suralimenté de 340 ch - 229 g/km (Luxe Premium & Portfolio depuis 2012)
- V8 5.0 de 385 ch - 264 g/km (Luxe Premium & Portfolio depuis 2009)
- V8 5.0 R suralimenté de 510 ch - 292 g/km (XFR depuis 2009)
- V8 5.0 R suralimenté de 550 ch - 270 g/km (XFR-S de 2014 à 2015)

|                            | 2.2 D  | 2.7 D | 3.0 D | 3.0 D | 3.0 D | 2.0                  | V6 3.0 | V6 3.0 | V8 4.2 | V8 4.2 | V8 5.0 | V8 5.0 | V8 5.0 |
| -------------------------- | ------ | ----- | ----- | ----- | ----- | -------------------- | ------ | ------ | ------ | ------ | ------ | ------ | ------ |
| Moteur                     | 4 cyl. | V6    | V6    | V6    | V6    | 4-cylindres en ligne | V6     | V6     | V8     | V8     | V8     | V8     | V8     |
| Cylindrée (cm3)            | 2179   | 2720  | 2992  | 2992  | 2992  | 1 999                | 2 993  | 2 993  |        |        |        |        |        |
| Puissance maximale (ch)    | 200    | 207   | 211   | 240   | 275   | 240                  | 238    | 340    | 298    | 416    | 385    | 510    | 550    |
| au régime de (tr/min)      |        |       |       |       |       |                      |        |        |        |        |        |        |        |
| Couple maximal (N m)       |        |       |       |       |       |                      |        |        |        |        |        |        |        |
| au régime de (tr/min)      |        |       |       |       |       |                      |        |        |        |        |        |        |        |
| Boîte de vitesses          |        |       |       |       |       |                      |        |        |        |        |        |        |        |
| Vitesse maximale (en km/h) |        |       |       |       |       |                      |        |        |        |        |        |        |        |
| 0-100 km/h (s)             |        |       |       |       |       |                      |        |        |        |        |        |        |        |
| Consommation (L/100 km)    |        |       |       |       |       |                      |        |        |        |        |        |        |        |
| Émissions de CO2 (g/km)    | 135    | 199   | 179   | 179   | 179   | 189                  |        | 229    |        | 299    | 264    | 292    | 270    |

### XFR
Le 7 novembre 2008, une Jaguar XFR préparée[Quoi ?] a établi sur le célèbre lac salé de Bonneville dans l'Utah vitesse de pointe de 225,675 miles/h soit plus de 363 km/h. Elle est ainsi devenue la Jaguar la plus rapide de tous les temps

### XFR-S
À l'instar du coupé Jaguar XK présenté au salon de Genève[Quand ?], la version R-S de la XF a été présentée au salon de Los Angeles en novembre 2012. La puissance de la voiture est portée à 550 chevaux, le comportement routier est radicalisé, de même pour le style, afin de favoriser l'aérodynamique à haute vitesse (grand spolier arrière, boucliers ajourés), une vitesse maximale bridée à 300 kilomètres à l'heure (250 pour la XFR). Enfin le 0 à 100 est effectué en 4,5 secondes. Sa mission est d'être à la hauteur des Mercedes-Benz E63 ou CLS63 AMG avec pack performance (557ch) ou de la nouvelle BMW M5 F10 de 560ch.
Cette édition limitée en fait un véhicule rare car il en existe 500 modèles sur le globe (200 pour les Etats-Unis). 
La XFR-S existe également en "Sportbrake" (break), cette version (contrairement à la version berline dite saloon) est encore plus exclusive car il n'y a que 61 chanceux/chanceuses, ce qui en fait l'une des Jaguars les plus rares toutes années confondues.  
A titre de comparaison, la XJ220 qui est aujourd'hui 5 fois plus chère est aussi 5 fois moins rare.  

## Jaguar XF II (X260)

### Présentation

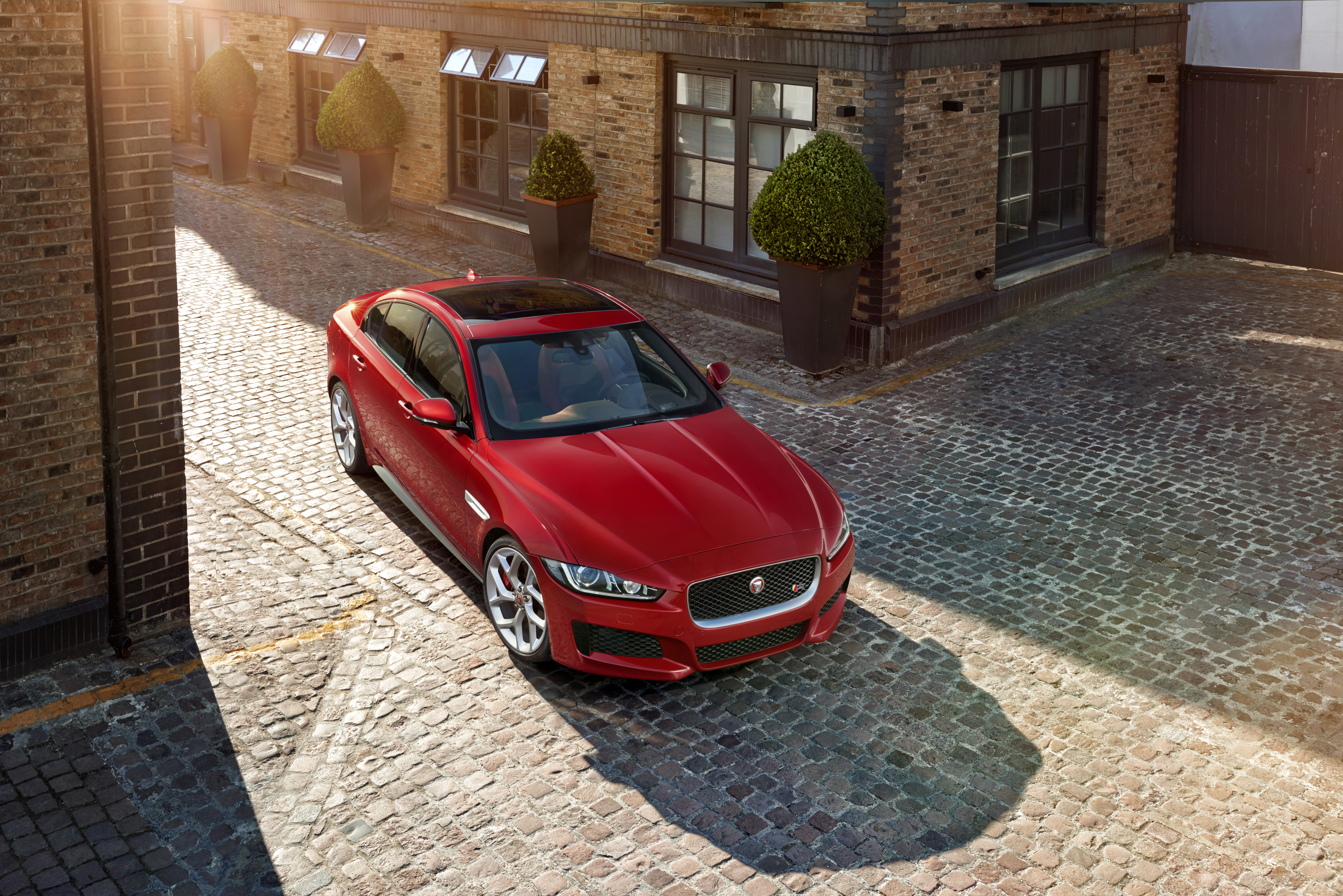
Jaguar XF.

La seconde génération de XF est commercialisée en septembre 2015.
En 2016, Jaguar a sorti une version allongée de sa berline pour la Chine nommée XF-L. Il s'agit du premier modèle Jaguar produit en Chine.
En 2017 apparaît une déclinaison break de la Jaguar XF, nommée, comme sur la génération précédente, « Sportbrake ». Elle est dévoilée l'été de la même année, puis présentée au salon de Francfort.

#### Finitions
- Purepa
- Prestige
- R-Sport

#### Motorisations
XF1 essence : 
- 3.0L V6 Supercharged 340ch
- 4.2L V8 Supercharged 416ch
- 5.0L V8 385ch
- 5.0L V8 Supercharged 470ch
- 5.0L V8 Supercharged 510ch
- 5.0L V8 Supercharged 550ch  (édition spécifique disponible qu'en XF1 ph2)

XF1 diesel :
- 2.2L 163 ch
- 2.2L 190ch
- 2.2L 200ch
- 2.7L 207ch
- 3.0L V6 211ch
- 3.0L V6 240ch
- 3.0L V6 275ch

Dowsizing oblige, les cylindrées des XF2 sont à la baisse par rapport aux XF1. 

XF2 essence :
- 2.0L 240ch
- 2.0L 250ch
- 2.0L 300ch
- 3.0L V6 Supercharged 340ch
- 3.0L V6 Supercharged 380ch

XF2 diesel :
- 2.0L 163ch
- 2.0L 180ch
- 2.0L 240ch
- 3.0L V6 300ch

| données constructeur (2020)                                  | 25t 2.0             | 30t 2.0             | 20d 2.0            | 20d 2.0                  | 20d 2.0            | 20d 2.0                  | 20d 2.0                  | 20d 2.0                  | 30d V6 3.0               |
| ------------------------------------------------------------ | ------------------- | ------------------- | ------------------ | ------------------------ | ------------------ | ------------------------ | ------------------------ | ------------------------ | ------------------------ |
| Moteur                                                       | 4-cylindres essence | 4-cylindres essence | 4-cylindres diesel | 4-cylindres diesel       | 4-cylindres diesel | 4-cylindres diesel       | 4-cylindres diesel       | 4-cylindres diesel       | V6 diesel                |
| Admission                                                    | Turbocompressé      | Turbocompressé      | Turbocompressé     | Turbocompressé           | Turbocompressé     | Turbocompressé           | Turbocompressé           | Turbocompressé           | Turbocompressé           |
| Cylindrée (cm³)                                              | 1 997               | 1 997               | 1 999              | 1 999                    | 1 999              | 1 999                    | 1 999                    | 1 999                    | 2 993                    |
| Puissance maximale ch (kW)                                   | 250                 | 300                 | 163                | 163                      | 180                | 180                      | 180                      | 240                      | 300                      |
| au régime de (tr/min)                                        | 5 500               | 5 500               | 4 000              | 4 000                    | 4 000              | 4 000                    | 4 000                    | 4 000                    | 4 000                    |
| Couple maximal (N m)                                         | 365                 | 400                 | 380                | 380                      | 430                | 430                      | 430                      | 500                      | 700                      |
| au régime de (tr/min)                                        | 1 300 à 4 500       | 1 500 à 4 500       | 1 750 à 2 500      | 1 750 à 2 500            | 1 750 à 2 500      | 1 750 à 2 500            | 1 750 à 2 500            | 1 500 à 2 500            | 1 500 à 1 750            |
| Boîte de vitesses                                            | Automatique         | Automatique         | Manuelle           | Automatique à 8 rapports | Manuelle           | Automatique à 8 rapports | Automatique à 8 rapports | Automatique à 8 rapports | Automatique à 8 rapports |
| Transmission                                                 | Propulsion          | Intégrale           | Propulsion         | Propulsion               | Propulsion         | Propulsion               | Intégrale                | Intégrale                | Propulsion               |
| Vitesse maximale (en km/h)                                   | 244                 | 250                 | 229                | 227                      | 230                | 229                      | 222                      | 246                      | 250                      |
| 0-100 km/h (en s)                                            | 6,7                 | 5,9                 | 9,8                | 9,1                      | 9,2                | 8,4                      | 8,5                      | 6,9                      | 6,4                      |
| Consommation (NDEC2) (en ℓ/100 km) urbain/extra-urbain/mixte | 7,3/4,8/5,7         | 9,0/6,2/7,2         | 5,9/4,0/4,7        | 6,5,/4,3/5,1             | 5,8/4,1/4,8        | 6,4/4,4/5,1              | 6,8/4,7/5,5              | 7,3/4,8/5,7              | 7,4/5,1/5,9              |
| Émissions de CO2 (NDEC2) (en g/km)                           | 165                 | 171                 | 124                | 135                      | 126                | 135                      | 144                      | 151                      | 157                      |
| Capacité du réservoir (en ℓ)                                 | 74                  | 74                  | 55                 | 55                       | 66                 | 66                       | 66                       | 66                       | 66                       |
| Masse à vide (kg)                                            | 1 704               | 1 786               | 1 699              | 1 720                    | 1 719              | 1 734                    | 1 771                    | 1 808                    | 1 878                    |
| Norme environnementale                                       |                     |                     |                    |                          |                    |                          |                          |                          |                          |

### Phase 2

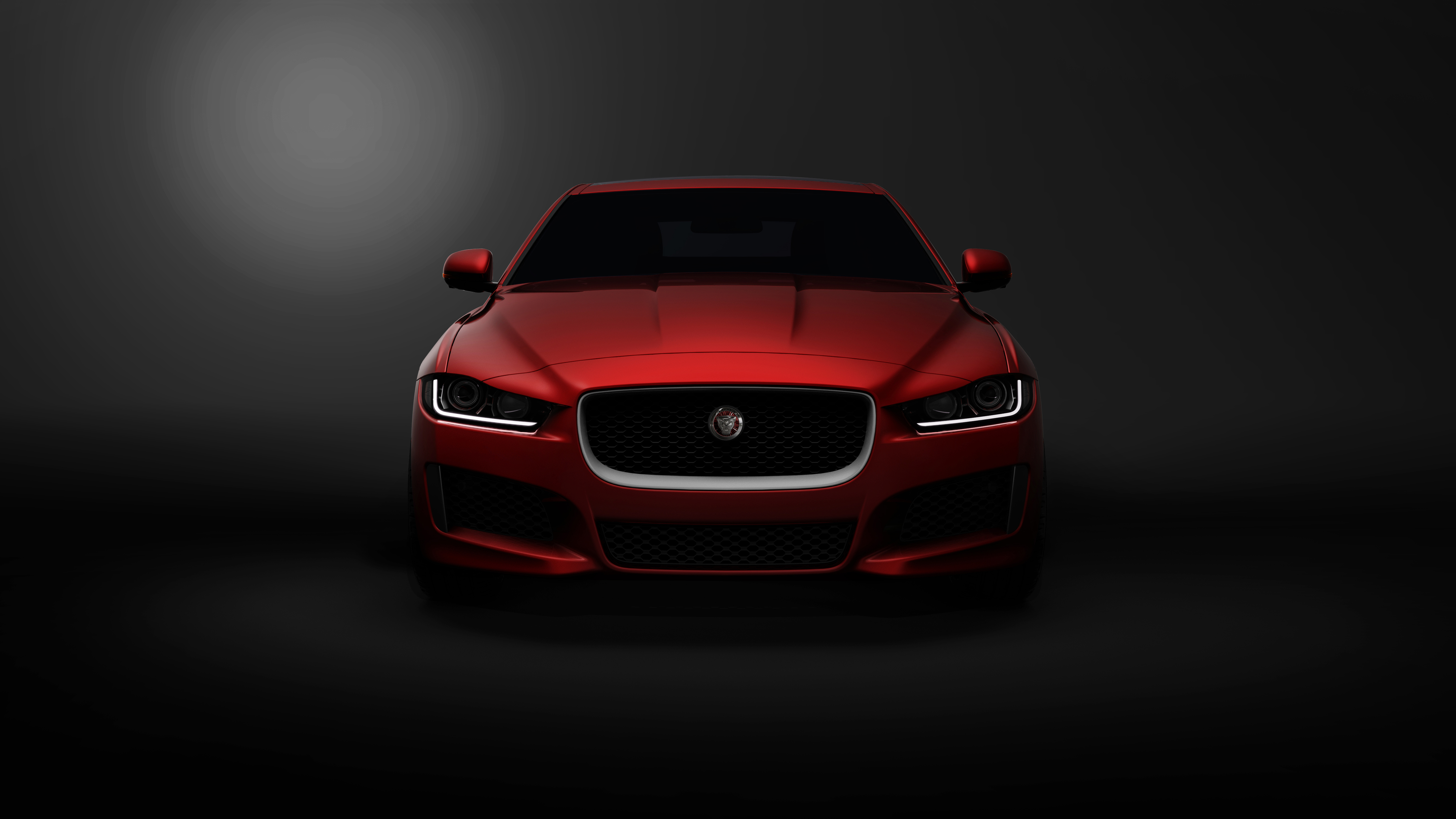
Calandre Jaguar.

Le constructeur présente la version restylée de la XF en octobre 2020.
La phase 2 abandonne le V6. En essence, on retrouve le 4-cylindres Ingenium 2.0 turbo en 250 et 300 ch. En diesel un nouveau 4-cylindres Ingenium micro-hybride de 204 ch remplace le 4-cylindres de 180 ch.

#### Finitions
- S
- SE
- HSE
- 2 ambiances : Standard et R-Dynamic.

#### Motorisations
| données constructeur (2020)       | P250                     | P300                     | D200                     | D200                     |
| --------------------------------- | ------------------------ | ------------------------ | ------------------------ | ------------------------ |
| Moteur                            | 4-cylindres essence      | 4-cylindres essence      | 4-cylindres diesel       | 4-cylindres diesel       |
| Admission                         | Turbocompressé           | Turbocompressé           | Turbocompressé           | Turbocompressé           |
| Cylindrée (cm³)                   | 1 997                    | 1 997                    | 1 997                    | 1 997                    |
| Puissance maximale ch (kW)        | 250                      | 300                      | 204                      | 204                      |
| au régime de (tr/min)             | 5 500                    | 5 500                    | 4 250                    | 4 250                    |
| Couple maximal (N m)              | 365                      | 400                      | 430                      | 430                      |
| au régime de (tr/min)             | 1 300 à 4 500            | 1 500 à 4 500            | 1 750 à 2 500            | 1 750 à 2 500            |
| Boîte de vitesses                 | Automatique à 8 rapports | Automatique à 8 rapports | Automatique à 8 rapports | Automatique à 8 rapports |
| Transmission                      | Propulsion               | Intégrale                | Propulsion               | Intégrale                |
| Vitesse maximale (en km/h)        | 250                      | 250                      | 235                      | 230                      |
| 0-100 km/h (en s)                 | 6,9                      | 6,1                      | 7,6                      | 7,8                      |
| Consommation (WLTP) (en ℓ/100 km) | 8,1                      | 8,6                      | 5,0                      | 5,5                      |
| Émissions de CO2 (WLTP) (en g/km) | 182                      | 193                      | 131                      | 144                      |
| Capacité du réservoir (en ℓ)      | 74                       | 74                       | 66                       | 66                       |
| Masse à vide (kg)                 | 1 735                    | 1 819                    | 1 810                    | 1 896                    |
| Norme environnementale            | Euro 6                   | Euro 6                   | Euro 6                   | Euro 6                   |